# Leonardo Jofré
Leonardo Andrés Jofré Ríos (Renca, 22 de marzo de 1990) es un abogado, activista LGTBIQA+ y político, miembro del partido Frente Amplio. Entre 2021 y 2024 fue consejero regional de la Región Metropolitana de Santiago, en representación de las comunas de Conchalí, Huechuraba, Pudahuel, Quilicura y Renca.

## Biografía
Leonardo Jofré nació y vivió gran parte de su vida en la comuna de Renca, específicamente en la población Villa Sarmiento a las faldas del Cerro Colorado. Su enseñanza básica la realizó en el Colegio San Joaquín de la misma comuna, y posteriormente ingresó, en séptimo año, al Instituto Nacional. Luego, ingresó a la carrera de Derecho en la Universidad de Chile, de la cual egresó y ahora opta al título de Magíster en Derecho con mención en Derecho Público de la misma Casa de Estudios.
En los últimos años ha realizado distintos diplomados y estudios de postítulo en distintas instituciones internacionales y universidades, profundizando en disciplinas como la migración, los derechos humanos, liderazgo transformacional, Libertad de Expresión, Derechos Económicos, Sociales, Culturales y Ambientales, Derecho Ambiental e incidencia política, entre otros.
El año 2019 fue galardonado con la mención honrosa del Premio Tribunal Constitucional 2018 por la memoria de título realizada junto a Lucas Aguilera, titulada Hacia la determinación de un concepto de (derecho a la) educación y su efectiva tutela mediante el recurso de protección.

## Carrera política

### Dirigente estudiantil
Entre los años 2002 y 2007, Leonardo Jofré estudió en el Instituto Nacional General José Miguel Carrera, en el cual llegó a ser secretario ejecutivo del Centro de Alumnos y vocero de la Asamblea General de Estudiantes Secundarios durante el año 2007.
Entre los años 2012 y 2013, siendo ya estudiante de la carrera de Derecho, integró el Consejo de la Federación de Estudiantes de la Universidad de Chile (FECh) en representación de Derecho, para posteriormente ser el Consejero de Facultad como representante de su carrera al órgano directivo superior. A finales de 2014 fue candidato a Presidente del Centro de Estudiantes de Derecho, integrando la Lista 4 Crear, resultando electo para cumplir ese cargo hasta fines de 2015. Ese mismo año lideró una protesta en su facultad, realizando paralizaciones y la toma de los espacios, logrando en pocos días la reintegración inmediata de 21 de 32 estudiantes expulsados por el en ese entonces decano Álvaro Fuentealba, posteriormente, se logró la reintegración de la totalidad de estudiantes, exceptuando aquellos que decidieron no volver a la facultad.
En mayo de 2016 fue candidato para representar a los estudiantes en el Senado Universitario de la Universidad de Chile. Las elecciones tuvieron lugar en junio de ese año en la que compitieron 17 estudiantes por los 7 escaños disponibles. Leonardo Jofré obtuvo el 8° lugar con 1250 votos, sólo 17 votos por debajo del séptimo estudiante electo.

### Dirigente político
En 2019 comenzó a militar en Convergencia Social y a su vez pasó a integrar el Frente de Diversidades y Disidencias Sexuales y de Género del partido. Ese mismo año fue a formar parte de la Dirección Regional Metropolitana. El año siguiente se convirtió en Representante de la Región Metropolitana al Comité Central en el período de 2020 a 2022. Desde el año 2021 es también integrante fundador de la organización Disidencias en Red.
Durante el estallido social de octubre de 2019 también participó de las manifestaciones y publicó sus análisis en distintos medios de comunicación. Jofré ha publicado diversas columnas de opinión sobre temáticas como la lucha LGTBIQA+, niñez, salud mental, migración e interculturalidad, publicando en medios como Revista Rosa, El Desconcierto y El Mostrador.
A mediados de 2019, Jofré fue el abogado defensor de Rodrigo Pérez, en ese entonces menor de edad que ejercía como Presidente del Centro de Alumnos del Instituto Nacional, que fue víctima de una querella interpuesta por Karla Rubilar, por ese entonces intendenta de la Región Metropolitana, por supuestamente haber amenazado de muerte al alcalde Felipe Alessandri. Finalmente, el Séptimo Juzgado de Garantía de Santiago desestimó esta querella. El juez Daniel Urrutia la declaró inadmisible y Leonardo Jofré expuso que las acciones de Rubilar expusieron al menor.
El año 2021 fue respaldado por su partido para presentarse como candidato a consejero regional en la circunscripción de Santiago I de la Región Metropolitana, la cual está integrada por las comunas de Pudahuel, Quilicura, Conchalí, Huechuraba y Renca. Obtuvo 17 887 votos, logrando ser electo para formar parte del Consejo Regional Metropolitano de Santiago.
Desde marzo de 2023 se desempeñó como presidente de la Comisión de Seguridad Ciudadana del Consejo Regional Metropolitano. A fines de 2024 fue escogido por la revista Sábado de El Mercurio y la Universidad Adolfo Ibáñez como uno de los «100 jóvenes líderes» del país de dicho año, destacando su trabajo como consejero regional en materias de seguridad y derechos de la población LGBTI+ 

## Historia electoral

### Elecciones de consejeros regionales de 2021
- Elecciones de consejero regional, por la circunscripción Santiago I Norponiente (Conchalí, Huechuraba, Pudahuel, Quilicura y Renca)[23]

| Candidato                      | Pacto                         | Partido | Votos  | %   | Resultados |
| ------------------------------ | ----------------------------- | ------- | ------ | --- | ---------- |
| Beatriz Albornoz Soto          | Por un Chile Digno            | PCCh    | 23 249 | 9,2 | Consejera  |
| Leonardo Jofré Ríos            | Frente Amplio                 | CS      | 17 887 | 7,1 | Consejero  |
| María Antonieta Saa Díaz       | Unidad Constituyente          | PPD     | 14 045 | 5,6 |            |
| Macarena García-Huidobro Llort | Republicanos e Independientes | PRCh    | 13 927 | 5,5 |            |
| Romina Montenegro Díaz         | Ecologistas e Independientes  | PEV     | 13 002 | 5,2 | Consejero  |
| Macarena Escala Carrasco       | Chile Vamos                   | RN      | 11 481 | 4,6 |            |

### Elecciones de consejeros regionales de 2024
- Elecciones de consejero regional, por la circunscripción Santiago I Norponiente (Conchalí, Huechuraba, Pudahuel, Quilicura y Renca)

Leonardo Jofré obtuvo 18.985 votos, convirtiéndolo en el quinto candidato más votado de la circunscripción; sin embargo, no resultó electo.